# Nedjm Chabab Magra
Il Nedjm Chabab Magra (in arabo نجم شباب مقرة‎?), noto come NC Magra, è una società calcistica algerina di Magra. Milita nella Ligue 1, la massima divisione del campionato algerino di calcio.
Fondato nel 1998, il club ha come colori sociali il bianco e il bu. Disputa le partite casalinghe allo stadio Fratelli Boucheligue di Biskra (5 000 posti).

## Storia
Fondato il 1º gennaio 1998, nel 2003-2004 il club raggiunse le semifinali della Coppa d'Algeria, dove fu eliminato dal JS Kabylie perdendo per 3-0.
Nel 2017-2018 ottenne la promozione in seconda serie vincendo il girone centro del campionato di Ligue Inter-régions; nella stagione seguente, all'esordio in seconda serie, centra la seconda promozione consecutiva, piazzandosi seconda in serie cadetta e accedendo alla massima serie. Nel 2020-2021 raggiunse la finale della Coppa di Lega algerina, competizione tornata a disputarsi dopo ventuno anni, e fu sconfitta ancora dal JS Kabylie, per 4-1 ai tiri di rigore dopo il 2-2 dei tempi supplementari.

## Palmarès

### Competizioni nazionali
- Campionato algerino di terza divisione: 1

girone centro: 2017-2018

### Altri piazzamenti
- Campionato algerino di seconda divisione:

secondo posto: 2018-2019
- Coppa d'Algeria:

semifinalista: 2003-2004
- Coppa di Lega algerina:

finalista: 2020-2021

## Organico

### Rosa
Aggiornata al 20 ottobre 2021.
| N. |                    | Ruolo | Calciatore              |
| -- | ------------------ | ----- | ----------------------- |
| 1  | Algeria (bandiera) | P     | Mohamed Tayeb Cherif    |
| 2  | Algeria (bandiera) | D     | Mohamed Oukrif          |
| 3  | Algeria (bandiera) | D     | Djamel Ibouzidène       |
| 4  | Algeria (bandiera) | D     | Abderrezak Bitam        |
| 5  | Algeria (bandiera) | D     | Rachid Meghazi          |
| 6  | Algeria (bandiera) | A     | Hadj Bouguèche          |
| 7  | Algeria (bandiera) | A     | Akram Demane (capitano) |
| 8  | Algeria (bandiera) | C     | Karm Benkouider         |
| 9  | Algeria (bandiera) | A     | Ramdane Hitala          |
| 11 | Algeria (bandiera) | C     | Nadhir Korichi          |
| 12 | Algeria (bandiera) | P     | Abdelmalek Necir        |
| 13 | Algeria (bandiera) | D     | Ayache Ziouache         |
| 14 | Algeria (bandiera) | C     | Zakaria Benhocine       |

| N. |                    | Ruolo | Calciatore               |
| -- | ------------------ | ----- | ------------------------ |
| 15 | Algeria (bandiera) | C     | Aziz Fegas               |
| 16 | Algeria (bandiera) | P     | Adel Chellali            |
| 17 | Algeria (bandiera) | C     | Ali Amiri                |
| 18 | Algeria (bandiera) | D     | Khaled Neche             |
| 19 | Algeria (bandiera) | C     | Walid Belhamri           |
| 20 | Algeria (bandiera) | D     | Oussama Boultouak        |
| 21 | Algeria (bandiera) | A     | Faik Amrane              |
| 22 | Algeria (bandiera) | D     | Soheyb Talbi             |
| 23 | Algeria (bandiera) | D     | Mohamed Amine Madani     |
| 24 | Algeria (bandiera) | C     | Mohammed Essaid Bourahla |
| 25 | Algeria (bandiera) | D     | Salah Hmida              |
| 26 | Algeria (bandiera) | C     | Abdesslem Bouchouareb    |
| 27 | Algeria (bandiera) | C     | Abderrezak Kibboua       |